# 王志刚 (1956年)
王志刚（1956年—），河北高阳人，汉族，中华人民共和国政治人物、第十二届全国人民代表大会河北地区代表。

## 生平
毕业于东北林业大学，加入中国共产党，曾担任河北农业大学党委副书记、校长。第十一届全国人大代表。2013年，再次被选为全国人大代表。